# Vyacheslav Soroka
Wjatscheslaw A. Soroka (1944 – Alushta, Crimeia, 6 de agosto de 2011) foi um físico soviético-ucraniano que descobriu com Dmitri Volkov a supergravitação.
Soroka estudou na Universidade Nacional da Carcóvia, onde foi aluno de Volkov, obtendo em 1978 um doutorado, com a tese Einige Probleme von Eichfeldtheorien in supersymmetrischen Theorien e a habilitação em 1993 (Doktor nauk no sistema russo, com a tese Eichfeld-Supersymmetrie und supersymmetrische Theorien mit ungerader Poissonklammer.
Volkov e Soroka publicaram seu trabalho pioneiro sobre supergravitação em 1973 (com a primeira introdução dos gravitinos).

## Publicações selecionadas
- com V.P. Akulov, D.V. Volkov: On general covariant theories of gauge fields on superspace, Theor. Math. Phys., Volume 31, 1977, p. 285–292
- com D. V. Volkov: On quantization of dynamical systems with an odd Poisson bracket, Sov. J. Nucl. Phys., Volume 44, 1986, p.  69–75
- com D. V. Volkov, V. I. Tkach: An odd Poisson bracket and spinor structure of space-time, Ukrain Fiz. Zh., Volume 32, 1987, p. 1622–1625 (em russo)
- com D. V. Volkov, A.I. Pashnev, V. I. Tkach: On the Hamilton dynamical systems with the even and odd Poisson brackets, Theor. Math. Phys., Volume 79, 1989, p. 424–430
- On Hamilton systems with even and odd Poisson brackets, Lett. Math. Phys., Volume 17, 1989, p. 201–208
- The starting point of supergravity, Supergravity at 25 Conference, C. N. Yang Institute, SUNY, 2001, Arxiv
- com D.P. Sorokin, V.I. Tkach, D.V. Volkov: A generalized twistor dynamics of relativistic particles and strings, Int. J. Mod. Phys. A, Volume 7, 1992, p. 5977–5993
- The sources of supergravity, in: G. Kane, M. Shifman (Eds.), The supersymmetric world. The beginnings of the theory, World Scientific 2000, p. 88–92, Arxiv
- Odd Poisson bracket in Hamilton's dynamic, Workshop ICTP Triest 1995, Arxiv
- Supersymmetry and the odd Poisson bracket, Proceedings of the International Symposium "30 Years of Supersymmetry" (October 13–15, Theoretical Physics Institute at the University of Minnesota, Minneapolis, Minnesota, USA, 2000), Nucl. Phys. (Proc. Suppl.), B, Volume 101, 2001, p. 26–42. Arxiv
- com D. V. Soroka, Julius Wess: Supersymmetric model with Grassmann-odd Lagrangian, Phys. Lett. B, Volume 512, 2001, p. 197–202, Arxiv
- com Dmitrij V. Soroka: Exterior differentials in superspace and Poisson brackets, JHEP, 0303, 2003, p. 001, Arxiv
- com D.V. Soroka: Tensor extension of the Poincaré algebra, Phys. Lett. B, Volume 607, 2005, p. 302–305, Arxiv